# Dimitrios Roussopoulos
Dimitrios I. Roussopoulos (ur. 1936) – kanadyjski działacz polityczny, ekolog, pisarz, redaktor, wydawca, działacz społeczny i charyzmatyczny mówca. Wykształcenie filozoficzne, polityczne i ekonomiczne zdobywał na kilku uczelniach w Montrealu oraz Londynie. Roussopoulos, nie chcąc być kojarzonym z konkretnym środowiskiem naukowym, pozostaje instytucjonalnie niezależnym.

## Życiorys
25 grudnia 1959, Roussopoulos zorganizował studencką demonstrację w Ottawie, która przerodziła się w Uniwersytecką Kampanię na Rzecz Rozbrojenia Nuklearnego (ang. Combined Universities Campaign for Nuclear Disarmament, CUCND). CUCND przyciągało coraz więcej członków i wkrótce było obecne już w 22 miasteczkach akademickich w całym kraju. Roussopoulos pełnił funkcję Prezesa Federalnego do 1964 roku. Zorganizował także 64-godzinne czuwanie przed Izbą Gmin, podczas którego zebrano 150 tys. podpisów pod petycją do Premiera Lestera B. Pearsona, w której wzywano rząd kanadyjski do wstrzymania zakupów broni nuklearnej. Liberalny rząd Pearsona nabył głowice nuklearne do pocisków Bomarc B, które jednak wraz z inną bronią zostały usunięte z terytorium Kanady pod rządami premiera Pierre Trudeau.
W 1961, Roussopoulos założył pierwszy kanadyjski kwartalnik poświęcony tematyce badań nad pokojowym rozstrzyganiem sporów, Our Generation. Pierwsze wydanie ze wstępem autorstwa Bertranda Russella zostało rozprowadzone nakładem 3000 kopii. Magazyn ewoluował w międzynarodowe czasopismo nowo-lewicowe, Our Generation. Do połowy lat 60. stał się magazynem poświęconym teorii i praktyce anarchizmu, a w 1992 zostało wydrukowane jego ostatnie wydanie. W tym czasie czasopismo miało ponad 2800 czytelników w ponad 12 krajach.
W 1962 współtworzył Międzynarodową Konfederację na Rzecz Rozbrojenia i Pokoju (ang. International Confederation for Disarmament and Peace (ICDP)) działającą na Uniwersytecie w Oxfordzie, w której po raz pierwszy zrzeszyli się przedstawiciele ruchów na rzecz rozbrojenia i organizacji pacyfistycznych z około 20 krajów, co miało stanowić przeciwwagę dla pro-sowieckiej Światowej Rady Pokoju. ICDP było jedną z pierwszych organizacji, która protestowała i pomogła zawiązać opozycję wobec sowieckiej okupacji Czechosłowacji. W sierpniu 1968 Roussopoulos zorganizował pierwsze międzynarodowe spotkanie przedstawicieli nowej lewicy, które odbyło się w Lublanie, Jugsoławia, a udział w nim wzięli przedstawiciele kilku krajów, w tym Frank Wolff z Socjalistycznego Związku Studentów Niemieckich SDS i Bernadine Dorne z amerykańskiej organizacji studenckiej Studenci na rzecz Demokratycznego Społeczeństwa SDS. Był aktywnym członkiem w ciągu całej działalności ICDP, która zmobilizowała ogólnoświatową opozycję przeciwko wojnie w Wietnamie.
Był zaangażowany w przekształcenie CUCND w kanadyjski ruch lewicowy, którego formalizacja nastąpiła poprzez zawiązanie Stowarzyszenia Studentów na rzecz Działań Pokojowych (ang. Student Union for Peace Action (SUPA)), na mocy konwencji podpisanej w mieście Regina w 1964 r. W 1965 zorganizował pokojowy strajk na terenie amerykańskiego konsulatu w Monteralu, podczas którego protestowano przeciwko wojnie w Wietnamie i ograniczeniom praw obywatelskich podczas słynnego marszu z Selmy do Montgomery. Te dwie kwestie doprowadziły do organizacji największego strajku typu sit-in [zajmowanie z zamiarem protestu miejsc użyteczności publicznej] w historii Montrealu, kiedy to francuskojęzyczni studenci (zrzeszeni w stowarzyszeniu UGEQ z Quebec) i studenci uniwersytetu McGill całkowicie zablokowali dla ruchu dużą przecznicę znajdującą się przed konsulatem USA. Dimitri Roussopoulos został wybrany do Młodzieżowej Rady Doradczej, która działała przy Wystawie Światowej Expo '67 w Montrealu. Dzięki jego staraniom usunięto Coca-Colę z listy sponsorów Pawilonu Młodzieżowego zorganizowanego w ramach Expo, jak również nadano pawilonowi charakter odzwierciedlający wartości ruchów młodzieżowych z lat 60., a 6 sierpnia 1967 zdecydowano, że podczas Dnia Hiroszimy odbędzie się festiwal na rzecz pokoju, podczas którego wystąpiło wielu znanych artystów. SUPA prowadziła również kampanię przeciwko wojnie w Wietnamie i kanadyjskiemu zaangażowaniu w konflikt poprzez dostarczanie broni armii USA. SUPA była ruchem niezaangażowanym podczas zimnej wojny więc Dimitri Roussopoulos przy wsparciu Europejskiego Ruchu na rzecz Rozbrojenia Militarnego (ang. European Nuclear Disarmament (END)) organizował protesty przeciwko eksportowaniu przez USA rakiet typu Cruise i Pershing do Zachodniej Europy. W październiku 1984, zainicjował protesty przeciwko zarówno amerykańskim rakietom w Europie, jak i sowieckim rakietom SS20 w Europie Wschodniej. Podczas tych protestów ponad 10 000 Montrealczyków utworzyło ludzki łańcuch, który połączył znajdujące się w Montrealu konsulaty amerykański i radziecki. W czerwcu 1982 zorganizował protest, podczas którego 42 autokary utworzyły kolumnę jadącą z Montrealu do Nowego Jorku, gdzie dołączyły do demonstracji odbywającej się podczas otwarcia II Sesji Specjalnej Zgromadzenia Ogólnego ONZ dotyczącej Rozbrojenia. Pozostał aktywnym członkiem SUPA do 1969, kiedy to zakończyła ona swoją działalność. Kanadyjska nowa lewica była zaangażowana w różnorodne inicjatywy, od działań na rzecz zwalczania ubóstwa w Kingston, poprzez protesty wobec wykorzystywaniu rdzennej ludności w prowincji Saskatchewan, po aktywność antywojenną.
W 1969 razem z amerykańskim socjologiem C. George'em Benello wydał książkę na temat demokracji partycypacyjnej. Przypadek o Demokracji Partycypacyjnej (ang. The Case for Participatory Democracy) został wydany przez wydawnictwo Vintage Press z Nowego Jorku w 1970.
W 1969 założył międzynarodowe lewicowe wydawnictwo, Black Rose Books, które swoją pierwszą książkę opublikowało w roku 1970. Pod redakcją Dimitriosa Roussopoulosa została wydana książka Nowa Lewica w Kanadzie, która była pierwszą publikacją książkową dotyczącą tej tematyki. Książka sprzedała się w 5000 egzemplarzy, co w tamtym czasie stanowiło rekord dla tego rodzaju publikacji. Dimitrios Roussopoulos odegrał również ważną rolę na krajowym rynku wydawniczym w Kanadzie, szczególnie wśród nowej generacji wydawców, którzy rozpoczęli działalność w latach 70., próbując przezwyciężyć amerykańską i brytyjską hegemonię panującą na rynku wydawniczym. W ten sposób zachęcał i wspierał nowe pokolenie radykalnych pisarzy, aby poprzez dobrze udokumentowane teksty przedstawiali nową wizję kanadyjskiego społeczeństwa i jego problemów. Jako członek rady Niezależnego Stowarzyszenia Wydawców, a później Stowarzyszenia Kanadyjskich Wydawców (ang. Association of Canadian Publishers (ACP)), które zrzeszały domy wydawnicze będące w całości kanadyjską własnością, aktywnie promował bardziej zaangażowaną politykę wydawniczą. Dzięki swoim doświadczeniom i znajomości tradycji skandynawskiego rynku wydawniczego, zachęcał do samodzielności, jak i budowania koalicji między autorami, bibliotekarzami i sprzedawcami książek. Podejmując wysiłki w tym kierunku, pomógł zorganizować pierwszą angielsko-kanadyjską konferencję, na którą przybyli wszyscy ci interesariusze, aby rozmawiać o utworzeniu wspólnego frontu kulturalnego. Zdaniem Dimitriosa Roussopoulosa trzeba było podejmować jeszcze większe wysiłki, aby zapewnić najwyższą jakość książek tworzonych i wydawanych w Kanadzie. Wprawdzie Roussopoulos został w końcu wybrany vice-prezydentem ACP, opuścił jednak tę organizację sfrustrowany komercyjnymi wartościami promowanymi w książkach kanadyjskich autorów.
Black Rose Books publikowało również zapomniane klasyki literatury antyautorytarnej, starając się przełamać dominujące w tym zakresie na rynku wydawniczym publikacje z nurtu marksizmu i marksizmu-leninizmu z jednej strony i socjaldemokracji z drugiej strony. Wtedy to po raz pierwszy wydano w Kanadzie prace Noama Chomsky'ego, czy Murray Bookchin. Black Rose Books, na przykład, opublikowało całą kolekcję dzieł Piotra Kropotkina, ze wstępem uznanego George'a Woodcocka, w tym pierwszy anglojęzyczny przekład książki wydanej pod angielskim tytułem Words of Rebel (pol. „Słowa Buntu”). W ramach tej akcji wydawniczej opublikowano również 11 książek o spuściźnie Karla Polanyiego (1886–1964). Od założenia Black Rose Books opublikowano ponad 500 książek poruszających różnorodne tematy z dziedziny nauk społecznych i humanistycznych. Dimitrios Roussopoulos założył również ukazujący się raz w roku francuskojęzyczny magazyn Noir et Rouge, który doczekał się zaledwie trzech wydań ukazujących się od 1968 do 1970, jako że ostatni nakład został skonfiskowany przez policję podczas Kryzysu Październikowego w Quebecu. Dzięki wydaniu ponad 500 książek, Black Rose Books stało się największym lewicowym domem wydawniczym w Kanadzie i jednym z największych podmiotów tego typu w świecie angielskojęzycznym.
Od początku lat 70. Dimitri Roussopoulos podkreślał znaczenie organizacji społecznych, sąsiedzkich i miejskich, jako ośrodków działających na obszarach wymagających zmian społecznych i politycznych. W związku z tym, przyczynił się do założenia na przedmieściach Montrealu Komitetu Obywatelskiego Milton-Park. Ta grupa lokalnych mieszkańców podjęła 11-letnią walkę o rewitalizację swojej dzielnicy. Obszar ten został przekształcony w największą spółdzielczą inicjatywę mieszkaniową non-profit w Ameryce Północnej, z 1200 mieszkańcami stowarzyszonymi w 22 mniejszych spółdzielniach i pierwszych w Kanadzie stowarzyszeniach powierniczych, zapobiegających spekulacjom gruntami. Wysiłki te były kontynuowane, aż do osiągnięcia sukcesu i przeprowadzenia znacznej renowacji budynków. Prawo do mieszkania, w szczególności mieszkania socjalnego, zostało połączone z wysiłkami dążącymi do usunięcia lub zmniejszenia ruchu samochodowego z ulic znajdujących się w dzielnicach mieszkaniowych.
Wspólnie z Bruce'em Walkerem, wykładowcą filozofii na Uniwersytecie McGill, założył mieszczącą się w Montrealu księgarnię sprzedającą literaturę dot. swobód środowisk kobiecych i gejowskich, jak również literaturę lewicową i anarchistyczną.
W 1989, Roussopoulos założył pierwszą miejską partię zielonych w Ameryce Północnej, Ecology Montreal, której ideologia opierała się w głównej mierze o ekologię społeczną. Decentralizacja miejskiej władzy w kierunku z ratusza do dzielnic była najważniejszym nowo-lewicowym i zarazem społeczno-proekologicznym żądaniem, które uskutecznione zostało w Montrealu w 2002 roku. Narodowa Rada Filmowa wyprodukowała film o Roussopoulosie zatytułowany „District 25". W latach 1995–1996 Roussopoulos założył Miejskie Centrum Pro-Ekologiczne w Montrealu (ang. Montreal Urban Ecology Center, MUEC). Zajmując się konfliktami zachodzącymi pomiędzy problemami miejskimi, urbanizacją, a otaczającym ekosystemem, MUEC wydobył na światło dzienne całą gamę problemów dotykających nie tylko działaczy na rzecz ochrony środowiska, ale również wszystkich zajmujących się rozwojem społecznym. MUEC przyczynił się także do rozwoju demokracji obywatelskiej. Roussopoulos był również założycielem Place Publique, dwutygodnika dystrybuowanego mieszkańcom śródmieścia Montrealu w nakładzie 35 000 kopii (lata 1992–2006). Po odejściu z MUEC w 2006 Roussopoulos został współzałożycielem Les Editions Eco-Societe – lewicowo/pro-ekologicznego wydawnictwa.
Od 2001 roku Dimitri Roussopoulos kierował Zespołem ds. Miejskiej Demokracji w Montrealu, pracując z grupą wolontariuszy: obywateli i urzędników, oraz współpracując z ówczesnym burmistrzem Géraldem Tremblay. Zaproponował i pomógł opracować projekt Montrealskiej Karty Praw i Obowiązków Mieszkańców, który jest pierwszym tego typu dokumentem określającym prawo do miasta mieszkańców w Ameryce Północnej uznanym przez UNESCO za ważny i innowacyjny element demokracji. Następnie, wprowadzono pierwsze w Ameryce Północnej konsultacje społeczne, w ramach których obywatele mogą otrzymać publiczne wsparcie w sprawach dotyczących polityki publicznej. Mieszkańcy Montrealu otrzymali tym samym możliwość dyskutowania na temat polityki publicznej i wyrażania swoich opinii na jej temat, które muszą być wzięte pod uwagę przez polityków.
Aktywnie działając i promując Światowe Forum Społeczne, Roussopoulos podejmuje dalsze wysiłki na rzecz utworzenia pozaparlamentarnej opozycji w Kanadzie. Jego głównym przedmiotem zainteresowania jest koncepcja oddolnej demokracji w ujęciu ekologii społecznej Murraya Bookchina. W okresie od lutego do marca 2012, założył w Atenach Transnarodowy Instytut Ekologii Społecznej, który tworzy sieć intelektualistów i aktywistów pracujących w różnych miastach w Europie.

## Twórczość

### W języku angielskim
- The Case for Participatory Democracy, co-edited with C.George Benello, 1970
- The New Left in Canada, edited by Dimitri Roussopoulos, 1970
- The New Left – Legacy and Continuity, edited by Dimitri Roussopoulos, 2007
- The Rise of Cities, edited by and written by Dimitri Roussopoulos, 2012
- Faith in Faithlessness – an anthology of atheism, edited by Dimitri Roussopoulos, 2008
- Anarchist Papers, 2001; Anarchist Papers 2, 1989; Anarchist Papers 3, 1990 edited by Dimitri Roussopoulos
- 1984 and after, co-edited Marsha Hewitt, 1984
- Political Ecology; beyond environmentalism by Dimitri Roussopoulos, 1993
- Ecologie Politique by Dimitri Roussopoulos, 1994, plus translations in Danish and Greek,
- Political Economy of the State – Canada, Quebec, USA edited by Dimitri Roussopoulos, 1973
- Canada and Radical Social Change, edited by Dimitri Roussopoulos, 1973
- Dissidence – Essays against the Mainstream by Dimitri Roussopoulos, 1992
- Our Generation against Nuclear War, edited by Dimitri Roussopoulos, 1983
- Coming of World War Three, by Dimitri Roussopoulos, 1986
- Quebec and Radical Social Change, edited by Dimitri Roussopoulos, 1974
- Radical Papers, 1986, Radical Papers 2, 1987, edited by Dimitri Roussopoulos,
- City and Radical Social Change, edited by Dimitri Roussopoulos, 1982
- Public Place – Citizen Participation in the Neighbourhood and the City by Dimitri Roussopoulos, 1999.
- The Rise of Cities, 2012

### W języku francuskim
- L’écologie politique – Au-delà de l’environnementalisme, 1994
- Au Bout de L’Impasse a Gauche – récits de vie militant et perspectives d’avenir, Baillargeon/Piotte, 2007